# Wiekowice (województwo zachodniopomorskie)
Wiekowice (do 1945 niem. Wieck) – wieś w północnej Polsce, położona w województwie zachodniopomorskim, w powiecie sławieńskim, w gminie Darłowo.
Według danych z 28 września 2009 roku wieś miała 449 stałych mieszkańców.
W miejscowości ma remizę jednostka Ochotniczej Straży Pożarnej włączona do krajowego systemu ratowniczo-gaśniczego.
W latach 1975–1998 miejscowość położona była w województwie koszalińskim.